# نقطة التحيز العمياء
نقطة التحيز العمياء أو عمى التحيز (بالإنجليزية: Bias blind spot)‏ هو انحياز معرفي يتضمن إدراك تأثير الانحياز على أحكام الآخرين، والفشل (في نفس الوقت) في رؤية تأثير الانحياز علي أحكام الفرد ذاته. تم إنشاء هذا المصطلح من قبل إميلي برونين، عالم النفس الاجتماعي من قسم علم النفس بجامعة برينستون، مع زملائه، دانيال لين ولي روس. وقد سُمي هذا التحيز باسم بقعة التحيز العمياء نسبة لنقطة العمياء بالعين. ويبدو أن معظم الناس يظهرون نقطة عمياء للتحيز. ففي عينة من أكثر من 600 من سكان الولايات المتحدة، اعتقد أكثر من 85٪ أنهم أقل انحيازا من الأمريكيين العاديين. واعتبر مشارك واحد فقط أنه أكثر تحيزا من الأمريكيين العاديين. ويختلف الناس فيما يتعلق بالمدى الذي يظهرون فيه نقطة التحيز العمياء. ويبدو أنه فرق فردي مستقر قابل للقياس.
ويبدو أن النقطة العمياء التحيز هي نقطة عمياء حقيقية في أنه لا علاقة لها بالقدرة الفعلية لصنع القرار. ويبدو أن الجميع يعتقدون أنهم أقل انحيازا من غيرهم من الناس، بغض النظر عن القدرة الفعلية لصنع القرار.

## الأسباب
يمكن أن يرجع انحياز النقطة العمياء إلى العديد من الانحيازات الأخرى وإلى خداع الذات على حدّ سواء. يمكن أن يكون لانحيازات التعزيز الذاتي دوراً في انحياز النقطة العمياء، بحيث يتحمّس الأشخاص لرؤية أنفسهم على نحوٍ إيجابيّ. يُنظر إلى الانحيازات بشكلٍ عام على أنّها أمر غير مرغوب به ، لذا يميل الأشخاص إلى الاعتقاد بأنّ آراءهم وتصوّراتهم واحكامهم عقلانيّة ودقيقة وبعيدة عن أيّ انحياز. ينطبق تحيّز التعزيز الذاتيّ عند تحليل القرارات الشخصيّة، بحيث يعتقد الأشخاص أنّهم أكثر قدرةً من الآخرين على اتّخاذ القرارات.
يميل الناس أيضاً إلى الاعتقاد بأنّهم مدركون لكيفيّة اتّخاذ قرارهم وللمسبّبات التي دفعتهم لاتّخاذه، وبالتالي يكونون مقتنعين بشكلٍ كاملٍ بأنّهم لم يقعوا في هذا الانحياز. تتشكّل العديد من قراراتنا نتيجة للانحيازات والاختصارات التي تحدث دون إدراك العقل الباطن، وبالتالي لا يمكن رؤية آثاراها في عمليّة اتّخاذ القرارات.
أفادت الدراسات بأنّ الفرد غير قادر على التحكّم بالانحيازات التي تعمل على بناء قراراته وتصوّراته وأحكامه حتّى إذا كان على درايةٍ بمختلف أنواع هذه الانحيازات. وهو ما يساهم في انحياز النقطة العمياء، بحيث يبقى الفرد غير قادرٍ على تغيير تصوّره المتحيّز حتّى عندما يُقال له أنه متحيّز.

## دور مراقبة الذات
أرجع كلّ من إميلي برونين Emily Pronin وماثيو كوغلر Matthew Kugler هذه الظاهرة إلى وهم مراقبة الذات. كان على الأشخاص في تجاربهما إطلاق أحكامٍ حول أنفسهم وحول مواضيع أخرى أظهرت النتائج تحيّزات نمطيّة، فقد صنّف الأشخاص الذين أجريت عليهم التجارب أنفسهم أفضل من بقيّة الأفراد فيما يتعلّق بالخصال المرغوبة. أوضح القائمون على التجربةِ الانحيازَ المعرفيّ للأفراد الذين تجرى عليهم التجربة، وقاموا بعدها بسؤالهم عن مدى تأثير ذلك الانحياز على اتّخاذ قراراتهم. أظهرت النتائج تصنيف الأشخاص لأنفسهم على أنّهم أقلّ عرضة للتحيّز من الآخرين، (وهو ما يؤكّد انحياز النقطة العمياء). وعندما طُلب منهم شرح مسبّباتهم لإصدار هذه الأحكام استخدموا استراتيجيّات مختلفة لتقييم تحيّزهم وتحيّز الآخرين.
فسّر برونين وكوغلر ذلك بأنّ تقييم الناس لشخص ما فيما إذا كان متحيّزاً أو لا يعتمد على سلوكه العلنيّ، ومن جهةٍ أخرى عندما يقيّم الناس تحيّزهم، فإنّهم يبحثون في ذواتهم، في أفكارهم ومشاعرهم، عن دوافع متحيّزة. هذا الفحص الباطنيّ غير مفيد لأنّ التحيّزات تحدث دون أيّ وعيٍ من صاحبها، ولكن يعتمد عليها الناس خطأً كدليل موثّق على أنّهم -بعكس الآخرين- محصّنون ضدّ التحيّز.
حاول كلّ من برونين وكوغلر منحَ أولئك الأشخاص الذين أجريت التجارب عليهم إمكانيّة الوصول إلى تصوّرات الآخرين. فقاما -من أجل ذلك- بعمل تسجيلاتٍ صوتيّة لأشخاصٍ طُلب منهم أن يقولوا كلّ ما يخطر في بالهم عند سؤالهم عن مدى تحيّزهم في إجابتهم على سؤال سابق. على الرغم من أنّ من أجريت عليهم الدراسة قد أقنعوا أنفسهم باستحالة أن يكونوا متحيّزين في إجاباتهم، إلّا أنّ سيناريوهات تقييماتهم الذاتيّة لم تؤثّر على تقييم المراقبين.

## اختلافات التصوّرات
يميل الناس إلى التوسّم بالتحيّز بطرق غير متماثلة. يقوم الأشخاص بتصنيف الآخرين على أنّهم متحيّزون عندما يصلون إلى تصوّرات مختلفة عن تصوّراتهم، وبالمقابل فإنّهم يصنّفون أنفسهم على أنّهم صائبون وغير متحيّزين. يفترض برونين أنّ سوء تقدير التحيّز هذا قد يكون مصدراً للصراع بين الناس ولحدوث سوء التفاهم بينهم. فعلى سبيل المثال من الممكن عندما يصنّف شخصٌ ما شخصاً آخر على أنّه متحيّز، أن يوصم تصوّراته ويسخر منها. ولكن عندما يدرس الفرد إدراكه الخاصّ، فإنّه يقوم بالحكم على ذاته من خلال نواياه الحسنة. من المحتمل في هذه الحالة أن يقوم أحد الأشخاص بتوصيف تحيّز الآخر على أنّ «خبث مقصود» بدلاً من اعتباره عمليّة غير واعية.